# Danny Willett
Daniel John Willett (Sheffield, 3 ottobre 1987) è un golfista britannico.
È uno dei migliori golfisti in circolazione ed ha vinto nel 2016 un Major, il Masters.

## Vittorie professionali (8)

### PGA Tour vittorie (1)
| Legenda            |
| Tornei Major (1)   |
| Altri PGA Tour (0) |

| No. | Data           | Torneo             | Punteggio di vittoria | To par | Margine | Secondo/i                   |
| --- | -------------- | ------------------ | --------------------- | ------ | ------- | --------------------------- |
| 1   | 10 aprile 2016 | Masters Tournament | 70-74-72-67=283       | −5     | 3 colpi | Jordan Spieth, Lee Westwood |

### European Tour vittorie (8)
| Legenda                 |
| Tornei Major (1)        |
| Flagship eventi (1)     |
| Tour Championships (1)  |
| Rolex Series (2)        |
| Altri European Tour (5) |

| No. | Data                            | Torneo                            | Punteggio mdi vittoria | To par | Margine | Secondo                           |
| --- | ------------------------------- | --------------------------------- | ---------------------- | ------ | ------- | --------------------------------- |
| 1   | 24 giugno 2012                  | BMW International Open            | 65-70-69-73=277        | −11    | Playoff | Marcus Fraser                     |
| 2   | 7 dicembre 2014 (stagione 2015) | Nedbank Golf Challenge1           | 71-68-65-66=270        | −18    | 4 colpi | Ross Fisher                       |
| 3   | 26 luglio 2015                  | Omega European Masters2           | 65-62-71-65=263        | −17    | 1 colpo | Matt Fitzpatrick                  |
| 4   | 7 febbraio 2016                 | Omega Dubai Desert Classic        | 70-65-65-69=269        | −19    | 1 colpo | Rafa Cabrera-Bello, Andy Sullivan |
| 5   | 10 aprile 2016                  | Masters Tournament                | 70-74-72-67=283        | −5     | 3 colpo | Jordan Spieth, Lee Westwood       |
| 6   | 18 novembre 2018                | DP World Tour Championship, Dubai | 67-67-68-68=270        | −18    | 2 colpi | Patrick Reed, Matt Wallace        |
| 7   | 22 settembre 2019               | BMW PGA Championship              | 68-65-68-67=268        | −20    | 3 colpi | Jon Rahm                          |
| 8   | 3 ottobre 2021                  | Alfred Dunhill Links Championship | 67-69-66-68=270        | −18    | 2 colpi | Tyrrell Hatton, Joakim Lagergren  |

1Co-sanzionato dal Sunshine Tour

2Co-sanzionato dal Asian Tour
- Il DP World Tour Championship, Dubai e BMW PGA Championship fanno parte dei tornei Rolex Series.

European Tour playoff record (1–0)
| No. | Anno | Torneo                 | Sfidante      | Risultato                            |
| --- | ---- | ---------------------- | ------------- | ------------------------------------ |
| 1   | 2012 | BMW International Open | Marcus Fraser | Vinto con par alla quarta buca extra |

## Tornei Major

### Vittorie (1)
| Anno | Campionato         | Punteggio            | Margine | Secondo classificato        |
| ---- | ------------------ | -------------------- | ------- | --------------------------- |
| 2016 | Masters Tournament | -5 (70–74–72–67=283) | 3 colpi | Jordan Spieth, Lee Westwood |